# Raquel del Rosario
Raquel del Rosario Macías (Teror, Kanári-szigetek, 1982. november 3. –) spanyol popénekesnő.
1982. november 3-án született Terorban, egy kis faluban a Kanári-szigeteken.
Szüleinek hat gyermeke közül másodikként született. 14 évesen kezdett el gitározni, és ekkor írta meg első dalait is. Önszorgalomból, egyedül tanult meg zenélni, és 17 évesen találkozott Daviddel, aki akkor egy kelta zenéket játszó együttes vezetője volt. 2000-ben Gran Canariaról barátjával Asturiasba költözött, ahol belépett a Xernába, barátja akkori együttesébe. 2003-ban alapította meg két társával az El sueño de Morfeo (Morfeusz álma) nevű spanyol együttest.
A zenekar énekese. Fernando Alonso kétszeres Formula–1-es világbajnok volt felesége.